# (89818) Jureskvarč
(89818) Jureskvarč est un astéroïde de la ceinture principale.

## Description
(89818) Jureskvarc est un astéroïde de la ceinture principale. Il fut découvert le 2 janvier 2002 à Cima Ekar par le programme Asiago-DLR Asteroid Survey. Il présente une orbite caractérisée par un demi-grand axe de 2,57 UA, une excentricité de 0,03 et une inclinaison de 10,7° par rapport à l'écliptique.

## Compléments